# Jermaine Love
Jermaine Love-Roberts (Chicago Heights, 27 marzo 1989) è un cestista statunitense.

## Palmarès
- Coppa di Russia: 1

Nižnij Novgorod: 2022-2023